# Мировой Гран-при по волейболу 1993
Первый розыгрыш Гран-при — международного турнира по волейболу среди женских национальных сборных — прошёл с 28 мая по 20 июня 1993 года в семи городах семи стран с участием 8 команд. Финальный этап был проведён в Гонконге. Победителем турнира стала сборная Кубы.

## Команды-участницы
Россия, Германия — по результатам мирового рейтинга среди команд CEV;
Китай, Япония, Южная Корея — по результатам мирового рейтинга среди команд AVC;
Куба, США — по результатам мирового рейтинга среди команд NORCECA;
Бразилия — по результатам мирового рейтинга среди команд CSV.

## Система проведения розыгрыша
На предварительном этапе 8 команд-участниц выступали по туровой системе. В каждом туре (всего их было три) команды делились на четвёрки и проводили в них однокруговые турниры. Все результаты шли в общий зачёт. В играх финального этапа, состоявшего из группового раунда и двух финалов, участвовали шесть лучших команд по итогам предварительного этапа.

## Предварительный этап
28 мая — 13 июня

### Турнирная таблица
| М | Команда     | И | В | П | С/П   | О  |
| - | ----------- | - | - | - | ----- | -- |
| 1 | Куба        | 9 | 8 | 1 | 25:8  | 17 |
| 2 | Бразилия    | 9 | 7 | 2 | 23:12 | 16 |
| 3 | Китай       | 9 | 5 | 4 | 18:17 | 14 |
| 4 | Южная Корея | 9 | 5 | 4 | 19:18 | 14 |
| 5 | Россия      | 9 | 4 | 5 | 18:19 | 12 |
| 6 | Япония      | 9 | 3 | 6 | 16:20 | 12 |
| 7 | США         | 9 | 3 | 6 | 15:21 | 12 |
| 8 | Германия    | 9 | 1 | 8 | 7:26  | 10 |

### 1-й тур
28—30 мая

#### Группа А
Сеул
28.05: Южная Корея — Бразилия 3:2 (7:15, 12:15, 15:12, 15:8, 15:8); Китай — США 3:1 (15:10, 11:15, 15:10, 15:9).
29.05: Южная Корея — США 3:0 (15:3, 15:6, 15:12); Бразилия — Китай 3:0 (17:15, 15:13, 15:10).
30.05: Бразилия — США 3:1 (15:10, 14:16, 15:12, 15:7); Южная Корея — Китай 3:1 (15:5, 15:13, 13:15, 15:10).

#### Группа В
Токио
28.05: Россия — Куба 3:1 (16:14, 15:7, 7:15, 15:10); Япония — Германия 3:0 (15:8, 15:8, 15:2).
29.05: Куба — Германия 3:0 (15:10, 15:8, 15:6); Япония — Россия 3:1 (16:14, 5:15, 15:5, 15:12).
30.05: Россия — Германия 3:1 (15:7, 7:15, 15:5, 15:8); Куба — Япония 3:1 (13:15, 15:11, 15:11, 15:10).

### 2-й тур
4—6 июня

#### Группа С
Бангкок
4.06: Бразилия — Россия 3:1 (11:15, 15:5, 15:9, 15:3); Куба — Южная Корея 3:0 (15:3, 15:2. 15:9).
5.06: Куба — Бразилия 3:0 (15:7, 15:12, 15:2); Россия — Южная Корея 3:1 (15:10, 15:12, 13:15, 15:6).
6.06: Куба — Россия 3:1 (15:13, 15:6, 8:15, 15:12); Бразилия — Южная Корея 3:2 (14:16, 7:15, 16:14, 15:10, 15:11).

#### Группа D
Куала-Лумпур
4.06: Китай — Германия 3:0 (16:14, 17:15, 15:5); США — Япония 3:0 (15:7, 15:6, 15:13).
5.06: Германия — Япония 3:2 (12:15, 7:15, 15:10, 15:10, 17:15, 15:9); Китай — США 3:2 (15:9, 11:15, 8:15, 15:12, 15:12).
6.06: США — Германия 3:1 (15:12, 15:1, 9:15, 15:10); Китай — Япония 3:1 (15:13, 15:11, 9:15, 15:10).

### 3-й тур
11—13 июня

#### Группа Е
Сидней
11.06: Китай — США 3:1 (15:8, 15:7, 6:15, 15:5); Куба — Россия 3:1 (15:8, 15:8, 15:17, 15:5).
12.06: Куба — Китай 3:1 (14:16, 15:3, 15:8, 15:13); США — Россия 3:2 (7:15, 13:15, 15:13, 17:16, 17:15).
13.06: Россия — Китай 3:1 (9:15, 15:10, 15:6, 15:8); Куба — США 3:1 (16:14, 15:11, 3:15, 16:14).

#### Группа F
Тайбэй
11.06: Южная Корея — Германия 3:1 (15:9, 15:9, 7:15, 15:4); Бразилия — Япония 3:1.
12.06: Южная Корея — Япония 3:2 (8:15, 1:15, 16:14, 15:12, 15:13); Бразилия — Германия 3:0 (15:10, 15:3, 15:5).
13.06: Бразилия — Южная Корея 3:1 (11:15, 15:3, 15:5, 15:5); Япония — Германия 3:1 (15:4, 15:8, 10:15, 15:0).

## Финальный этап
17—20 июня.  Гонконг.

### Групповой раунд

#### Группа G
| М | Команда     | 1   | 2   | 3   | И | В | П | С/П | О |
| - | ----------- | --- | --- | --- | - | - | - | --- | - |
| 1 | Китай       |     | 3:1 | 2:3 | 2 | 1 | 1 | 5:4 | 3 |
| 2 | Россия      | 1:3 |     | 3:1 | 2 | 1 | 1 | 4:4 | 3 |
| 3 | Южная Корея | 3:2 | 1:3 |     | 2 | 1 | 1 | 4:5 | 3 |

17.06: Южная Корея — Китай 3:2 (9:15, 5:15, 16:14, 16:14, 15:6).
18.06: Китай — Россия 3:1 (15:6, 15:13, 9:15, 15:4).
19.06: Россия — Южная Корея 3:1 (9:15, 15:13, 15:5, 15:12).

#### Группа H
| М | Команда  | 1   | 2   | 3   | И | В | П | С/П | О |
| - | -------- | --- | --- | --- | - | - | - | --- | - |
| 1 | Куба     |     | 3:0 | 3:1 | 2 | 2 | 0 | 6:1 | 4 |
| 2 | Бразилия | 0:3 |     | 3:1 | 2 | 1 | 1 | 3:4 | 3 |
| 3 | Япония   | 1:3 | 1:3 |     | 2 | 0 | 2 | 2:6 | 2 |

17.06: Куба — Бразилия 3:0 (15:5, 15:10, 15:7).
18.06: Куба — Япония 3:1 (10:15, 15:5, 15:7, 15:10).
19.06: Бразилия — Япония 3:1 (9:15, 15:12, 15:11, 15:7).

### Матч за 3-е место
20.06. Россия — Бразилия 3:1 (3:15, 15:10, 17:15, 15:7).

### Финал
20.06. Куба — Китай 3:0 (15:1, 15:4, 15:7).

## Итоги

### Положение команд
| Куба           |
| Китай          |
| Россия         |
| 4. Бразилия    |
| 5. Южная Корея |
| 6. Япония      |
| 7. США         |
| 8. Германия    |

### Призёры
Куба: Мерседес Кальдерон Мартинес, Магалис Карвахаль, Марленис Коста Бланко, Ана Ибис Фернандес Валье, Идальмис Гато Мойя, Мирея Луис Эрнандес, Раиса О’Фаррилл Боланьос, Таня Ортис Кальво, Норка Латамблет Додино, Регла Торрес Эррера, Лилия Искьердо Агирре, Регла Белл Маккензи. Главный тренер — Эухенио Хорхе Лафита.
  Китай: Сюй Синь, Ли Юэмин, У Дань, Лай Явэнь, Ван И, Гао Линь, Су Лицюнь, Ма Фан, У Юнмэй, Сунь Юо, Пань Вэньли, Чжоу Хун, Сяо Цзяньхуа, Цюй Юнмэй, Чэнь Сюя, Линь Конжун, Цзи Липин, Шэнь Лань. Главный тренер — Ли Сяофэн.
  Россия: Лариса Яровенко, Наталья Морозова, Марина Панкова, Елена Батухтина, Ирина Ильченко, Татьяна Меньшова, Евгения Артамонова, Елизавета Тищенко, Елена Чебукина, Татьяна Грачёва, Светлана Корытова, Ирина Уютова. Главный тренер — Николай Карполь.

### Индивидуальные призы
MVP:  Мирея Луис Эрнандес
Лучшая нападающая:  Мирея Луис Эрнандес
Лучшая блокирующая:  Пань Вэньли
Лучшая на подаче:  Регла Торрес Эррера
Лучшая связующая:  Фернанда Вентурини
Лучшая на приёме:  Кадзуми Накамура
Лучшая в защите:  Регла Белл Маккензи